# Font de Can Garriga (Riells del Fai)
La Font de Can Garriga és una font del poble de Riells del Fai, al terme municipal de Bigues i Riells, al Vallès Oriental.
Està situada a 353 m d'altitud, a ponent de les Granges de Can Garriga i de Can Garriga del Solell. Està situada a prop i a l'esquerra del Xaragall de les Alzines, a uns 125 metres de les Granges de Can Garriga.